# Сан Ђовани Вале Ровето Инфериоре (Л'Аквила)
Сан Ђовани Вале Ровето Инфериоре (итал. San Giovanni Valle Roveto Inferiore) је насеље у Италији у округу Л'Аквила, региону Абруцо.
Према процени из 2011. у насељу је живело 125 становника. Насеље се налази на надморској висини од 371 м.